# Thamnotettix matsamurai
Thamnotettix matsamurai är en insektsart som beskrevs av Mckamey och Hicks 2007. Thamnotettix matsamurai ingår i släktet Thamnotettix och familjen dvärgstritar. Inga underarter finns listade i Catalogue of Life.